# Beatriz Vaz e Silva
Beatriz Vaz e Silva   (São Paulo, 7 d'octubre de 1985), coneguda com a Bia, és una exfutbolista brasilera, actualment auxiliar tècnica, que va representar a l'Associação Ferroviária de Esportes a Brasil i va ser també jugadora de l'equip nacional de Brasil.
Va ser suspesa pels Boston Breakers al'octubre de 2015. El 2018 era tècnica assistent de la selecció brasilera femenina de futbol.

## Honors

### Ferroviária
- Campionat Brasiler de Futbol Femení: 2014
- Copa del Brasil de Futbol Femení: 2014
- Campionat Paulista de Futbol Femení: 2013

### Foz Cataratas
- Copa del Brasil de Futbol Femení: 2011

### Flamengo
- Campionat Brasiler de Futbol Femení: 2015/2016